# Pro Silva
Pro Silva is een Europese organisatie die zich inzet om bosbouwers en -beheerders in Europa een meer natuurvolgend en extensief bosbeheer na te laten streven. Pro Silva pleit voor het optimaal gebruik en behoud van de ecosystemen van bossen, waarbij ecologische en sociaal-economische bosfuncties op een duurzame en winstgevende manier vervuld worden.

## Geschiedenis
Op het congres van de International Union of Forest Research Organizations in 1986 presenteerde de Sloveense emeritus hoogleraar Dušan Mlinšek  voor de eerste keer zijn idee om een organisatie op te zetten die pleit voor natuurvolgende bosbouw in Europa. Hij nodigde Hilmar Schoepffer en Brice de Turckheim, twee invloedrijke bosbouwkundigen in Europa, uit om te praten over de oprichting van een Europese organisatie. Op 22 september 1989 stichtten zij uiteindelijk Pro Silva, in de Sloveense plaats Robanov Kot.